# Aorchoides dilatata
Aorchoides dilatata is een vlokreeftensoort uit de familie van de Kamakidae. De wetenschappelijke naam van de soort is voor het eerst geldig gepubliceerd in 1972 door Ledoyer.